# Dendronephthya fallax
Dendronephthya fallax is een zachte koraalsoort uit de familie Nephtheidae. De koraalsoort komt uit het geslacht Dendronephthya. Dendronephthya fallax werd in 1962 voor het eerst wetenschappelijk beschreven door Tixier-Durivault & Prevor. 